# Хронологія електромагнетизму та класичної оптики
Хронологія електромагнетизму та класичної оптики перелік супутніх теорій, технологій та подій в історії електромагнетизму.

## Ранні події

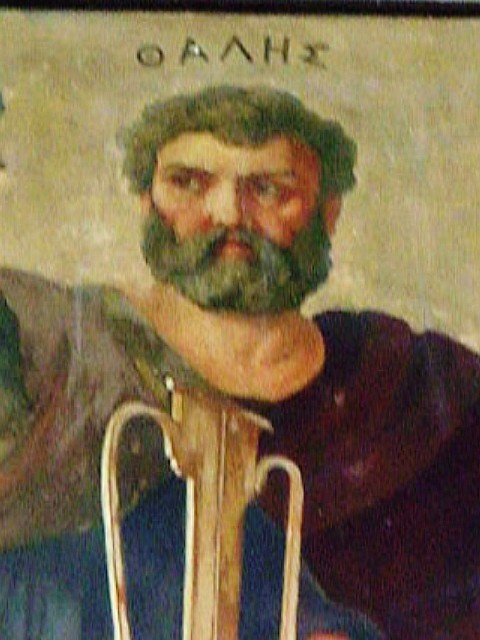
Деталь фрески на правому фасаді Афінського національного університету імені Каподистрії на якій зображений Фалес Мілетський.

- 28 століття до нашої ери — стародавні єгипетські тексти описують електричних риб. Вони називають їх «Громовержцями Нілу», і описують як «захисників» усіх інших риб.[1]
- 6 століття до нашої ери — грецький філософ Фалес Мілетський зазначає, що натирання хутра різними речовинами, такими як бурштин, могло викликати притягання між ними, яке зараз, як відомо, спричинене статичною електрикою. Він зазначив, що натирання бурштинових ґудзиків може притягувати легкі предмети, такі як волосся, і якби бурштин достатньо натирати тоді, виникне іскра[2][3].
- 424 р.  до н. е. «лінза» Арістофана — скляна куля, наповнена водою. (Сенека казав, що її можна використовувати для читання літер незалежно від того, наскільки вони маленькі або невиразні)[4]
- IV століття до нашої ери Мо -цзи вперше згадує камеру-обскуру, камеру з отвором.
- 3 століття до нашої ери Евклід перший хто пише про відбиття та заломлення і зазначає, що світло рухається по прямих лініях
- 3 століття до нашої ери — Багдадська батарейка датована цим періодом. Вона нагадує гальванічний елемент, і, вважають, що деякі, використовувалися для гальванічного покриття, хоча не існує єдиної думки щодо призначення цих пристроїв, а також про те, чи були вони справді навіть електричними.[5]
- 1 століття нашої ери — Пліній у своїй «Природознавчій історії» фіксує історію пастуха Магнеса, який відкрив магнітні властивості деяких залізних каменів: « — кажуть, це відкриття було зроблено, коли, вивівши стада на пасовище, він виявив, що цвяхи його взуття та залізний наконечник його посоха прилипали до землі»[6].
- 130 р. н. е. — Клавдій Птолемей (у своїй роботі «Оптика») писав про властивості світла, в тому числі: відбиття, заломлення та колір та табличні кути заломлення для різних середовищ
- 8 століття нашої ери — арабські натуралісти та лікарі повідомляють про електричну рибу.
- 1021 р. — Ібн аль-Хайсам (Альхазен) пише Книгу оптики, вивчаючи зір.
- 1088 р. — Шень Куо вперше розпізнає магнітне схилення.
- 1187 р. — Олександр Некхем вперше в Європі описав магнітний компас та його використання в навігації.
- 1269 р. — П'єр де Марікур описує магнітні полюси та зауваження щодо відсутності ізольованих магнітних полюсів
- 1305 р. — Дітріх фон Фрейберг використовує кристалічні сфери та колби, наповнені водою, для вивчення відбиття та заломлення у краплях дощу, що призводить до первинних та вторинних веселок
- 14 століття нашої ери  — Можливо, найбільш ранній і найближчий підхід до відкриття ідентичності блискавки та електрики, до інше джерела слід віднести арабів, які до 15 століття застосовували арабське слово блискавка (раад) електричний промінь.[7]
- 1550 р. — Джироламо Кардано пише про електрику в De Subtilitate, розрізняючи, можливо, вперше, електричні та магнітні сили. [джерело?][джерело?]

## 17 століття
- 1600 р. — Вільям Гілберт публікує De Magnete, Magneticisque Corporibus, et de Magno Magnete Tellure («Магніт, Магнітні тіла і магніт Великої Землі»), діючий на той час європейський стандарт електрики та магнетизму. Він експериментував і визначив різний характер електричних і магнітних сил. Додавши до спостережень, відомих древніх греків, за електричними властивостями при натиранні бурштину, свої експерименти з голкою, збалансованою на шарнірі, і виявив, що на голку впливає багатонаправлені різні матеріали, такі як галун, миш'як, тверда смола, гагат, скло, жувальна мастика, слюда, кам'яна сіль, герметик, шлаки, сірка та дорогоцінні камені, такі як аметист, берил, алмаз, опал та сапфір. Він зазначив, що електричний заряд можна зберігати, покриваючи тіло непровідною речовиною, такою як шовк. Він описав метод штучного намагнічування заліза. Його террелла (маленька земля), куля, вирізана з каменю на металевому токарному верстаті, змодельована земля, як лодстоун (магнітна залізна руда) і продемонстрував, що кожен лодстоун має нерухомі полюси, і як їх знайти.[8] Він вважав, що сила тяжіння є магнітною силою, і зазначив, що ця взаємна сила зростала із збільшенням розміру або кількості глинистого каменю та притягувала залізні предмети. Він експериментував з цими фізичними моделями, намагаючись пояснити проблеми навігації через різні властивості магнітного компаса щодо їх розташування на землі, такі як магнітне схилення та магнітний нахил. Його експерименти пояснювали занурення голки магнітним притяганням землі і використовувались для прогнозування місця вертикального занурення. Подібний магнітний нахил був описаний ще в XI столітті Шень Куо у його книзі «Менсі бі тань», а подальші дослідження були зроблений у 1581 році відставним мариністом і виробником компасів Робертом Норманом, і описані в його брошурі «Newe Attractive». На його честь одиницю магніторушійної сили або магнітного скалярного потенціалу  було названо Гілберт.
- 1604 р. — Йоганн Кеплер описав, як око фокусує світло
- 1604 р. — Йоганн Кеплер встановив закони прямолінійного поширення світла
- 1608 р. — у Нідерландах з'явились перші телескопи
- 1611 р. — Марко Домініс обговорює веселку в «De Radiis Visus et Lucis»
- 1611 р. — Йоганн Кеплер відкрив повне внутрішнє відбиття, закон заломлення малого кута і тонку оптичну лінзу,
- 1620 р. — у Європі з'являються перші складені мікроскопи.[9]
- 1621 р. — Вілеброрд ван Роєн Снеліул висловлює свій закон заломлення Снеліуса
- 1630 р. — Кабей виявив, що існує два типи електричних зарядів
- 1637 р. — Рене Декарт кількісно визначив кути, під якими видно первинні та вторинні веселки відносно кута піднесення Сонця
- 1646 р. — Сер Томас Браун вперше вживає слово електрика у своїй роботі Pseudodoxia Epidemica.
- 1657 р. — П'єр де Ферма впроваджує в оптику принцип найменшого часу
- 1660 р. — Отто фон Геріке винайшов перший електростатичний генератор.
- 1663 р. — Отто фон Геріке (пивовар та інженер, який застосував барометр для прогнозування погоди та винайшов повітряний насос, за допомогою якого продемонстрував властивості атмосферного тиску, пов'язаного з вакуумом), сконструював примітивну електростатичну машину, що генерує (або тертя) за допомогою трибоелектричного ефекту, використовуючи, сірчану кулю, що постійно обертається, яку можна натирати рукою або шматком тканини. Ісаак Ньютон запропонував використовувати скляну кулю замість сірчаної.
- 1665 р. — Франческо Марія Гримальді висвітлює явище дифракції
- 1673 р. — Ігнас Пардіс надає хвильове пояснення заломлення світла
- 1675 р. — Роберт Бойл відкрив, що електричне притягання та відштовхування можуть діяти у вакуумі і не залежать від повітря як середовища. Додає смолу до відомого списку «електриків».
- 1675 р. — Ісаак Ньютон виклав свою теорію світла
- 1676 р. — Олаф Ремер вимірює швидкість світла, спостерігаючи супутник Юпітера
- 1678 р. — Крістіан Гюйгенс висловлює свій принцип джерел хвильового фронту і демонструє заломлення та дифракцію світлових променів.

## 18 століття
- 1704 р. — Ісаак Ньютон опубліковув Opticks, корпускулярну теорію світла та кольору.
- 1705 р. — Френіс Хоксбі вдосконалив електростатичний генератор фон Геріке за допомогою скляного глобуса і згенерував перші іскри, наближаючи пальць до потертої земної кулі.
- 1728 р. — Джеймс Бредлі виявив аберацію зоряного світла і використав її для визначення швидкості світла, яка становить близько 283,000 км/с
- 1729 р. — Стівен Ґрей та преподобний Гранвілл Вілер експерементують щоб виявити, що електрична «чистота», яка виробляється натиранням скляної трубки, може передаватися на велику відстань (близько 900 футів (близько 270 м)) через тонкий залізний дріт із використанням шовкових ниток, як ізолятора, прия відхиленні латунного листа. Це було описано як початок електричного зв'язку. А  також було першим розрізненням ролі провідників та ізоляторів (застосовані Джоном Дезаґульє, роціматематиком і членом Королівського товариства, який заявив, що Ґрей "здійснив більше різноманітних електричних експериментів, ніж усі філософи за цей і за останній вік".) в 1774 році Жорж-Луї Лесейдж побудував телеграф із статичною електрикою, заснований на тих же принципах, які відкритих Грей.
- 1732 р. — Шарль Франсуа Дюфе показав, що всі предмети, крім металів, тварин та рідин,натираючи їх, можна електризувати  і ще метали, тварини та рідини можна електризувати за допомогою електростатичних генераторів.
- 1734 р. — Шарль Франсуа Дюфе (натхненний роботами Ґрея для проведення електричних експериментів) у своїй роботі в 38-му томі «Філософських транзакцій Королівського товариства»  розвіює теорію витоку, описуючи своє відкриття різниці між двома видами електрики: "смолиста, виробляється розтиранням тіл, таких як бурштин, копал або гум-лакшовком або папером і „склоподібне тіло“, розтираючи тіла у вигляді скла, гірського кришталю або дорогоцінних каменів волоссям або вовною. Він також висунув принцип взаємного притягання для відмінних форм і відбиття подібних форм, і що „з цього принципу можна легко вивести пояснення великої кількості інших явищ“. Пізніше терміни смолисті та склоподібні були замінені термінами „позитивний“ та „негативний“ Вільямом Уотсоном та Бенджаміном Франкліном.
- 1737 р. — Шарль Франсуа ДюфеШарль Франсуа Дюфе і Френсіс Хоксбі Молодший[джерело?] самостійно виявляють два види електричного тертя: один генерується від натирання скла, інший — від натирання смоли (пізніше визначений як позитивний і негативний електричний заряд)..
- 1740 р. — Жан ле Рон д'Аламбер, в дисертації про заломлення твердих тіл, пояснює процес заломлення.
- 1745 р. — Пітер ван Мусшенбрук з Лейдена (Лейден) самостійно виявляє Лейденську банку, a Лейдена (Лейдена), примітивний конденсатор або „конденсатор“ (термін, придуманий Вольтою в 1782 р., Похідний від італійського condensatore), за допомогою якого тепер може зберігатися перехідна електрична енергія, яка генерується електричними машинами струму. Він та його учень Андреас Куней використовували скляну банку, наповнену водою, в яку було поміщено мідний стрижень. Він зарядив банку, торкнувшись однією рукою дроту, що веде від електричної машини, тримаючи іншу сторону банки. Енергія могла б розряджатися, завершуючи зовнішній контур між латунним стрижнем та іншим провідником, спочатком його руки, розміщеної на зовнішній частині банки. Він також виявив, що якщо банку покласти на шматок металу на столі, то виникне удар, торкнувшись цього шматка металу однією рукою, а іншою — торкнувшись дроту, підключеного до електричної машини.
- 1745 р. — Евальд Георг фон Клейст самостійно винаходить конденсатор: скляну банку, покриту зсередини та зовні металом. Внутрішнє покриття було з'єднане зі стрижнем, який проходив крізь кришку і закінчувався металевою кулею. Маючи цей тонкий шар скляної ізоляції (діелектрик) між двома великими, розташованими близько один від одного пластинами, фон Клейст виявив, що щільність енергії може бути різко збільшена порівняно з ситуацією, коли немає ізолятора. Даніель Гралат вдосконалив дизайн, а також перший, хто об'єднав кілька банок, утворивши батарею, достатньо міцну, щоб вбивати птахів і дрібних тварин після розряду.
- 1746 р. — Леонард Ейлер розробив хвильову теорію заломлення та дисперсії світла
- 1747 р. — Вільям Уотсон, експериментуючи з банкою Лейдена, зауважує, що розряд статичної електрики спричиняє потік електричного струму і розвиває концепцію електричного потенціалу (напруги).
- 1752 р. — Бенджамін Франклін встановлює зв'язок між блискавкою та електрикою, коли літаючий повітряний змій потрапляє у грозу та переносить частину заряду в банку Лейдена, показав, що її властивості такі ж, як заряд, що виробляється електричною машиною. Йому приписують використання концепцій позитивного та негативного заряду для пояснення відомого на той час електричного явища. Він висунув теорію про наявність електричної рідини (який він запропонував, може бути світловим ефіром, яким користувались інші до і після нього для пояснення хвильової теорії світла), що було частиною всього матеріального та всього проміжного простору. Заряд будь-якого предмета був би нейтральним, якби концентрація цієї рідини в організмі була однаковою, а поза тілом — позитивним, якщо об'єкт містив надлишок цієї рідини, і негативним, якщо був дефіцит. У 1749 році він задокументував подібні властивості блискавки та електрики, оскільки іскровий розряд та спалах блискавки виробляють світло і звук, можуть вбивати тварин, спричиняти пожежу, розплавляти метал, руйнувати або змінювати полярність магнетизму, протікати через провідники і можуть концентруватися в гострих точках. Пізніше він зміг застосувати властивість концентрування в гострих точках завдяки своєму винаходу блискавковідводу, для чого навмисно не нажився. Він також дослідив банку Лейдена, довівши, що заряд зберігався на склі, а не у воді, як припускали інші.
- 1753 р. — СМ (Шотландії, можливо, Чарльз Моррісон, Грінок або Чарльз Маршалл, Абердін) пропонує у випуску журналу Scots від 17 лютого електростатичну телеграфну систему з 26 ізольованими проводами, кожен з яких відповідає букві алфавіту і кожен з яких підключений до електростатичних машин. Приймаючий заряджений кінець повинен був електростатично притягнути диск паперу, позначений відповідною буквою.
- 1767 р. — Джозеф Прістлі пропонує електричний закон оберненого квадрата
- 1774 р. — Жорж-Луї Лесаж побудував електростатичну телеграфну систему з 26 ізольованими проводами, що проводять заряди з банки-Лейдена до електроскопів через бездротову кульку, кожен з яких відповідає букві алфавіту. Його діапазон був лише між кімнатами його будинку.
- 1784 р. — Генрі Кавендіш визначає індуктивну здатність діелектриків (ізоляторів) та вимірює питому індуктивну здатність різних речовин у порівнянні з повітряним конденсатором. визначає індуктивну здатність діелектриків (ізоляторів) та вимірює питому індуктивну здатність різних речовин у порівнянні з повітряним конденсатором.
- 1785 р. — Чарльз Кулон вводить закон обернених квадратів електростатики
- 1786 р. — Луїджі Гальвані відкриває „електрику тварин“ і постулює, що тіла тварин є сховищами електрики. Його винахід вольтової комірки призводить до винаходу електричної батареї.
- 1791 р. — Луїджі Гальвані відкриває гальванічну електрику та біоелектрику через експерименти, які відбулися після спостереження, що дотик до відкритих м'язів ніг жаб скальпелем, який знаходився поблизу від статичної електричної машини, змусив їх стрибнути. Він назвав це „твариною електрикою“. Роки експериментів у 1780-х роках зрештою привели його до побудови дуги з двох різних металів (міді та цинку, наприклад), з'єднавши два металеві шматки, а потім з'єднавши їх відкриті кінці через нерв жаб'ячої ноги, виробляючи той самий м'язовий скорочення (шляхом прокладання ланцюга), як це було спочатку випадково. Використання різних металів для виробництва електричної іскри є основою, яка привела Алессандро Вольта в 1799 р. до винаходу своєї вольтової купи, яка з часом стала гальванічною батареєю.[10]
- 1799 р. — Алессандро Вольта, після відкриття Гальвані гальванічної електрики, створює вольтовий елемент, який виробляє електричний струм хімічною дією декількох пар змінних мідних (або срібних) і цинкових дисків, „складених“ і розділених тканиною або картоном, які були змочених розсілом (солона вода) або кислотою для збільшення провідності. У 1800 році він демонструє вироблення світла із світіння дроту, по якому проходить електрика. Слідом за цим у 1801 році було побудовано першу електричну батарею, використовуючи безліч вольтаїчних клітин. До своїх головних відкриттів у похвальному листі до Королівського товариства 1793 року Вольта повідомляв про експерименти Луїджі Гальвані 1780-х років як про „найкрасивіші та найважливіші відкриття“, розглядаючи їх як основу майбутніх відкриттів. Винаходи Вольти призвели до революційних змін за допомогою його методу виробництва недорогого керованого електричного струму проти існуючих фрикційних машин та банок Лейдена. Електричний акумулятор став стандартним обладнанням у кожній експериментальній лабораторії і проголосив століття практичного застосування електрики.[ потрібна сторінка ] Одиниця вольт названа в його честь.
- 1800 р. — Вільям Гершель відкрив інфрачервоне випромінювання Сонця.
- 1800 р. — Вільям Ніколсон, Ентоні Карлайл і Йоганн Ріттер використовують електрику для розкладання води на водень та кисень, тим самим відкривши процес електролізу, що призвело до відкриття багатьох інших елементів.
- 1800 р. — Алессандро Вольта винайшов вольтову купу, або „батарею“, спеціально, щоб спростувати теорію тваринної електрики Гальвані.

## 19 століття

### 1801—1850

Діаграма міжнародних букв азбуки Морзе та цифр.

- 1801 — Йоганн Ріттер відкриває ультрафіолетове випромінювання Сонця
- 1801 — Томас Юнг демонструє хвильову природу світла та принцип інтерференції[11]
- 1802 — Джан Доменіко Романьосі, італійський вчений-юрист, виявляє, що електрика і магнетизм пов'язані між собою, відзначаючи, що сусідня вольтова купа відхиляє магнітну стрілку. Він опублікував свій звіт в італійській газеті, але наукове співтовариство пропустило це.[12]
- 1803 — Томас Юнг розробляє експеримент з подвійною щілиною та демонструє ефект перешкод.[13]
- 1806 — Алессандро ВольтаАлессандро Вольта використовує вольтову купу для розкладання калію та соди, показуючи, що вони є оксидами раніше невідомих металів калію та натрію. Ці експерименти стали початком електрохімії.
- 1808 — Етьєн-Луї Малюс відкриває поляризацію за допомогою відбиття
- 1809 — Етьєн-Луї Малюс публікує закон Малюса, який передбачає інтенсивність світла, що передається двома поляризуючими листами[джерело?]
- 1809 — Гемфрі Деві вперше публічно демонструє дугову лампу.
- 1811 — Франсуа Жан Домінік Араго виявляє, що деякі кристали кварцу безперервно обертають електричний вектор світла.
- 1814 — Йозеф фон Фраунгофер відкрив і вивчив темні лінії поглинання в спектрі Сонця, відомі тепер як лінії Фраунгофера — * 1816 — Девід Брюстер виявляє подвійне променезаломлення
- 1818 — Сімеон-Дені Пуассон передбачив яскраву пляму Пуассона-Араго в центрі тіні круглої непрозорої перешкоди
- 1818 — Франсуа Жан Домінік Араго підтверджує існування яскравої плями Пуассона-Араго
- 1820 — Ганс Крістіан Ерстед, датський фізик і хімік, розробляє експеримент, в якому він помічає, що стрілка компаса відхиляється від магнітної півночі, коли електричний струм від батареї, вмикався, підтверджуючи прямий зв'язок між електрикою і магнетизмом. Його початкова інтерпретація цього явища була такою, що магнітні ефекти виходять від усіх сторін дроту, який „несе“ електричний струм, оскільки створює тепло. Він також зазначає, що рух стрілки компаса в ту чи іншу сторону залежить від напрямку струму.[14] Трьома місяцями пізніше він почав інтенсивніші дослідження і скоро змінив свої уявлення, показавши, що електричний струм створює „кругле“ магнітне поле, оскільки він протікає через дріт. Ерстедна одиниця магнітної індукції названа на його честь.
- 1820 — Андре-Марі Ампер, професор математики Політехнічної школи, на зустрічі в французькій Академії наук, демонструє, що паралельні провідні струми відчувають магнітну силу, рівно через тиждень після оголошення Ерстедом про своє відкриття, що на магнітну стрілку діє вольтаїчний струм.[15] Він показує, що котушка з дротом, по які проходить струм, поводиться як звичайний магніт, і припускає, що електромагнетизм може бути використаний у телеграфії. Він математично розраховує закон Ампера, що описує магнітну силу між двома електричними струмами. Його математична теорія пояснює відомі електромагнітні явища та передбачає нові. Його закони електродинаміки включають факти, що паралельні провідники, по яких рухається струм в одному напрямку, притягуються, а ті, що несуть струми в протилежних напрямках, відштовхують один одного. Одним з перших, хто розробив електротехнічні вимірювальні прийоми, він побудував прилад, який використовував голку, що вільно рухається для вимірювання потоку електрики, сприяючи розвитку гальванометра. У 1821 році він запропонував телеграфну систему, що використовує один провід до „гальванометра“ для позначення кожної букви і повідомив про успішні експерименти з такою системою. Однак у 1824 році Пітер Барлоу повідомив, що його максимальна відстань становила лише 200 футів, а це було недоцільно і тому було непрактично.[джерело?] У 1826 р. він публікує „Спогади про математичну теорію електродинамічних явищ“, які містять унікальний досвід, математичного доведення закону електродинамічної сили. Після відкриття Фарадеєм електромагнітної індукції в 1831 році Ампер погодився, що Фарадей заслуговує на повну заслугу в цьому відкритті.
- 1820 — Йоганн Саломо Крістоф Швайгер, німецький хімік, фізик і професор, зібрав перший чутливий гальванометр, від прізвища ученого Луїджі Гальвані. Для посилення дії струму Йоганн Швайггер: намотав на прямокутну рамку кілька витків провідника; помістив магнітну стрілку всередину прямокутної рамки. Отриманий пристрій одержав назву „мультиплікатор“ і було продемонстровано в університеті Галле 16 вересня 1820 року. „Мультиплікатор“ Швейггера можна вважати першим гальванометром (точніше, гальваноскопом).
- 1821 — Андре-Марі Ампер заявляє про свою теорію електродинаміки, відкрив закон взаємодії електричних струмів;
- 1821 — Томас Йоганн Зеебек відкрив термоелектричний ефект.
- 1821 — Огюстен-Жан Френель отримує математичну демонстрацію того, що поляризацію можна пояснити лише в тому випадку, якщо світло повністю поперечне, без жодних поздовжніх вібрацій.
- 1825 — Огюстін Френель феноменологічно пояснює оптичну активність, вводячи кільцеве двозаломлення.
- 1825 — Вільям Стерджен, засновник першого англійського журналу про електрику Літопис електрики виявив, що залізний сердечник з дротом всередині котушки, під'єднаний до батареї, в результаті значно збільшує магнітне поле тим самим роблячи можливим використання більш потужних електромагнітів, що використовують феромагнітне ядро. Осетер також зігнув залізну серцевину в U-подібну форму, щоб зблизити полюси, концентруючи таким чином лінії магнітного поля. Ці відкриття послідували за відкриттям Ампера, що електрика, яка проходить через намотаний дріт, створює магнітну силу, а Домінік Франсуа Жан Араго виявив, що залізний пруток намагнічується, вкладаючи його всередину котушки струмопровідного дроту, але Араго не спостерігав підвищеної сили отриманого поля під час намагнічування стержня.
- 1826 — Георг Симон Ом викладає свій закон Ома про електричний опір у журналах Швайггера та Поггендорфа, і також опублікував у своїй знаменитій брошурі Die galvanische Kette mathematisch bearbeitet (Гальванічний ланцюг оброблений математично) у 1827 році. На його честь названо одиницю вимірювання електричного опору Ом(Ω).[16]
- 1829—1830 — Франческо Зантедескі публікує статті про винекнення електричних струмів у замкнутих ланцюгах шляхом наближення та виведення магніту, тим самим передбачаючи класичні експерименти Майкла Фарадея 1831 року.
- 1831 — Майкл Фарадей розпочав експерименти, які привели його до відкриття закону електромагнітної індукції, хоча відкриття могло бути передбачене роботою Франческо Зантедескі. Його досягнення відбулося, коли він обмотав дві ізольовані котушки дроту навколо масивного залізного кільця, прикрутив до крісла, і встановив, що при проходженні струму через одну котушку, в іншій котушці індукується миттєвий електричний струм. Потім він виявив, якщо він просуне магніт через дротяну петлю або навпаки, в дроті також протікав електричний струм. Потім він використав цей принцип для побудови динамо-машини, першого електроенергетичного генератора. Він припустив, що електромагнітні сили поширюються пустому простір навколо провідника, але не завершив цю роботу. Концепція Фарадея ліній потоку, що виходять від заряджених тіл і магнітів, забезпечила спосіб візуалізації електричних і магнітних полів. Ця ментальна модель була вирішальною для успішного розвитку електромеханічних пристроїв, які стали домінувати в 19 столітті. Демонстрація того, що мінливе магнітне поле створює електричне поле, математично змодельоване законом індукції Фарадея, згодом стане одним із рівнянь Максвелла. Це, як наслідок, перетворилося на узагальнення теорії поля.
- 1831 — Македоніо Меллоні використовує термоелемент для виявлення інфрачервоного випромінювання
- 1832 — Барон Павло Львович Шилінг (Пол Шиллінг) створює перший електромагнітний телеграф, який складається з одноголкової системи, в якій для позначення символів використовувався код. Лише місяці потому Геттінгенські професори Карл Фрідріх Гаусс і Вільгельм Вебер сконструювали телеграф, який працював двома роками раніше, як Шиллінг зміг застосувати його на практиці. Шиллінг продемонстрував передачу сигналів на довга дистанція між двома різними кімнатами своєї квартири і першим застосував на практиці двійкову систему передачі сигналу
- 1833 — Генріх Ленц states Правило Ленца: якщо зростаючий (або зменшуючий) магнітний потік викликає електрорушійну силу (ЕРС), то результуючий струм буде протистояти подальшому збільшенню (або зменшенню) магнітного потоку, тобто індукційний струм у замкненому провіднику завжди має такий напрям, що створюваний цим струмом власний магнітний потік протидіє тим змінам зовнішнього магнітного потоку, які збуджують індукційний струм. Закон Ленца є одним із наслідків закону збереження енергії. Якщо магніт рухається до замкнутого контуру, то індукований струм у колі створює поле, яке чинить силу, яка протистоїть руху магніту. Закон Ленца можна вивести із закону Індукції Фарадея відмітивши від'ємний знак у правій частині рівняння. Він також самостійно відкрив закон Джоуля в 1842 році; російські фізики на його честь називають „законом Джоуля-Ленца“.
- 1833 — Майкл Фарадей відкрив свій закон про електрохімічний еквівалент
- 1834 — Генріх Ленц визначає напрямок індукованої електрорушійної сили (ЕРС) і струму, що виникають в результаті електромагнітної індукції. Закон Ленца забезпечує фізичну інтерпретацію вибору знака в законі Індукції Фарадея (1831), вказуючи, що індукована ЕРС і зміна потоку мають протилежні знаки.
- 1834 — Жан-Шарль Пельтьє відкрив ефект Пельтьє: нагрівання електричним струмом на стику двох різних металів.
- 1835 — Джозеф Генрі винаходить електричне реле, яке являє собою електричний вимикач, за допомогою якого відбувається зміна сили струму через обмотку електромагніту, притягуючи якір змінює його положення для розмикає або замикає вимикача. Що дало можливість застосувати електричний телеграфа. Він був першим, хто щільно намотав ізольований провід навколо залізного сердечника, щоб зробити надзвичайно потужний електромагніт, вдосконаливши конструкцію Вільяма Стерджена, який використовував нещільно намотаний, неізольований дріт. Він також відкрив властивість самоіндукції незалежно від Майкла Фарадея.

- 1836 — Вільям Фотергілл Кук винайшов механічний телеграф. 1837 разом із Чарльзом Вїтстоуном винаходить голковий телеграф Кука та Вітстона. 1838 р. Телеграф Кука та Вітстона став першим комерційним телеграфом у світі, коли його встановили на Великій Західній залізниці.
- 1837 — Семюель Морс розробляє альтернативну конструкцію електричного телеграфу, здатну передавати на великі відстані по неякісному проводу. Він та його помічник Альфред Вейл розробляють алфавіт сигналізації азбуки Морзе. У 1838 році Морс успішно випробував пристрій на залізоробному заводі Speedwell біля Моррістауна, штат Нью-Джерсі, і публічно продемонстрував його науковому комітету в Інституті Франкліна у Філадельфії, штат Пенсільванія. Першу електричну телеграму за допомогою цього пристрою Морз надіслав 24 травня 1844 р. З Балтимора до Вашингтона, округ Колумбія, з повідомленням» Що Бог зробив ?"
- 1838 — Майкл Фарадей використовує батарею Вольта для виявлення катодних променів.
- 1839 — Олександр Едмонд Беккерель спостерігає фотоелектричний ефект за допомогою електрода в провідному розчині, що піддається впливу світла.
- 1840 — Джеймс Прескотт Джоуль формулює Закон Джоуля (який іноді називають законом Джоуля-Ленца), визначаючи кількість теплоти, яка виробляється в ланцюзі, пропорційно добутку тривалості часу, опору та квадрату струму, що проходить через нього.
- 1845 — Майкл Фарадей виявляє, що на поширення світла в матеріалі можуть впливати зовнішні магнітні поля (ефект Фарадея).
- 1849 — Іпполіт Фізо та Жан-Бернар Фуко виміряли швидкість світла близько 298 000 км/с

### 1851—1900

Альберт Ейнштейн у патентному відомстві, Берн, Швейцарія, 1905

- 1852 — Джордж Габрієль Стокс визначає параметри Стокса поляризації
- 1852 — Едвард Франкленд розробляє теорію хімічної валентності
- 1854 — Густав Роберт Кірхгоф, фізик і один із засновників спектроскопії, публікує закони Кірхгофа про збереження електричного заряду та енергії, які використовуються для визначення струмів у кожній гілці кола.
- 1855 — Джеймс Клерк Максвелл публікує «Про силові лінії Фарадея», що містить математичний виклад циркулярного закону Ампера, що стосується відношення витка магнітного поля до електричного струму в точці.
- 1861 — перша трансконтинентальна телеграфна система охоплює Північну Америку, з'єднавши існуючу мережу на сході США з невеликою мережею в Каліфорнії, з'єднавши Омаху з Карсоном через Солт-Лейк-Сіті. Повільніша система Pony Express припинила роботу через місяць.
- 1864 — Джеймс Клерк Максвелл публікує свої праці з динамічної теорії електромагнітного поля
- 1865 — Джеймс Клерк Максвелл опублікував свою знакову статтю «Динамічна теорія електромагнітного поля», в якій рівняння Максвелла продемонстрували, що електричні та магнітні сили є двома доповнюючими аспектами електромагнетизму. Він показує, що пов'язані між собою електричні та магнітні поля електромагнетизму рухаються у просторі у формі хвиль з постійною швидкістю 3,0 × 108 м/с. Він також припускає, що світло є формою електромагнітного випромінювання і що хвилі коливальних електричних і магнітних полів рухаються порожнім простором зі швидкістю, яку можна було передбачити за допомогою простих електричних експериментів. Використовуючи наявні дані, він отримує швидкість 310 740 000 м/с і стверджує: «Ця швидкість настільки наближена до швидкості світла, що, здається, у нас є вагомі підстави зробити висновок, що саме світло (включаючи випромінювальне тепло та інші випромінювання, якщо такі є) є електромагнітним збуренням у вигляді хвиль, які поширюються через електромагнітне поле за електромагнітними законами».
- 1866 — була завершена перша успішна трансатлантична телеграфна система. Раніше встановлені в 1857 і 1858 роках, трансатлантичні кабелі для підводних човнів, вийшли з ладу після експлуатації протягом декількох днів або тижнів.
- 1869 — Вільям Крукс винайшов трубку Крукса.
- 1873 — Віллоубі Сміт виявляє фотоефект у металах, не в розчині (тобто селені).
- 1871 — лорд Релей обговорює закон про блакитне небо та заходи сонця (релейне розсіювання)
- 1873 — Дж. К. Максвелл публікує «Трактат про електрику і магнетизм», в якому сказано, що світло є електромагнітним явищем.
- 1874 — німецький учений Карл Фердинанд Браун виявив «односторонню провідність» кристалів.[17][18] Браун запатентував перший твердотільний діод, кристалічний випрямляч, в 1899 році.[19]
- 1875 — Джон Кер виявляє електричне двопроменевезаломлення деяких рідин
- 1878 — Томас Едісон, після роботи над системою «мультиплексного телеграфу» та фонографа, винаходить вдосконалену лампочку розжарювання. Це була не перша електрична лампочка, а перша комерційно практична лампа розжарювання. У 1879 році він виготовляє високоомну лампу в дуже високому вакуумі; лампа працює впродовж сотні годин. Хоча попередні винахідники виробляли електричне освітлення в лабораторних умовах, Едісон зосередився на комерційному застосуванні і зміг продати цю концепцію будинкам та підприємствам шляхом масового виробництва відносно довговічних лампочок та створення цілісної системи для виробництва та розподілу електрики.
- 1879 — Йожеф Штефан відкриває закон випромінювання Стефана — Больцмана чорного тіла і використовує його для обчислення першого розумного значення температури поверхні Сонця, яке дорівнює 5700 К
- 1880 — Едісон виявляє термоемісію або ефект Едісона.
- 1882 — Едісон вмикає першу в світі систему розподілу електроенергії, забезпечуючи 59 клієнтів постійним струмом напругою 110 вольт.
- 1884 — Олівер Гевісайд переформульовує оригінальну математичну обробку електромагнітної теорії Максвелла з двадцяти рівнянь з двадцяти невідомих у чотири простих рівняння з чотирьох невідомих (сучасна векторна форма рівнянь Максвелла).
- 1886 — Олівер Гевісайд монети термін індуктивність.
- 1887 — Генріх Герц винайшов пристрій для виробництва та прийому електромагнітних (ЕМ) радіохвиль. Його приймач складається з котушки з іскровим зазором.
- 1888 — Введення в дію асинхронного двигуна, електродвигуна, який використовує обертове магнітне поле, що утворюється змінним струмом, незалежно від винаходу Галілео Феррарі та Ніколи Тесли.

- 1888 — Генріх Герц демонструє існування електромагнітних хвиль, зібравши апарат, який виробляє і виявляє УВЧ радіохвилі (або мікрохвилі в області УВЧ). Він також виявив, що радіохвилі можуть передаватися через різні типи матеріалів і були відображені іншими, як ключ до радіолокації. Його експерименти пояснюють відбиття, заломлення, поляризацію, інтерференцію та швидкість електромагнітних хвиль.
- 1893 — Віктор Шуман відкрив вакуумний ультрафіолетовий спектр.
- 1895 — Вільгельм Конрад Рентген відкрив рентгенівські промені
- 1895 — Джагадіс Чандра Бозе провів свою першу публічну демонстрацію електромагнітних хвиль
- 1896 — Арнольд Зоммерфельд вирішує проблему дифракції напівплощини
- 1897 — Дж. Дж. Томсон відкрив електрон.
- 1899 — Петро Лебедєв вимірює тиск світла на тверде тіло.
- 1900 — Потенціали Ліенарда-Віхерта запроваджені як електродинамічні потенціали, які залежать від часу (відставання)
- 1900 — Макс Планк вирішує ультрафіолетову катастрофу, припускаючи, що випромінювання чорного тіла складається з дискретних пакетів, або квантів, енергії. Кількість енергії в кожному пакеті пропорційна частоті електромагнітних хвиль. Стала пропорційності тепер називається статою Планка на його честь.

## 20 століття
- 1904 — Джон Амброз Флемінг винаходить термоелектричний діод, першу електронну вакуумну трубку, яка мала практичне застосування в ранніх радіоприймачах.
- 1905 — Альберт Ейнштейн запропонував Спеціальну теорію відносності, в якій він відкидає існування ефіру як непотрібний для пояснення розповсюдження електромагнітних хвиль. Натомість Ейнштейн стверджує, як постулат, що швидкість світла постійна у всіх інерційних системах відліку, і далі демонструє ряд революційних (і вкрай протиінтуїтивних) наслідків, включаючи уповільнення часу, укорочення довжини, відносність одночасності, залежність маси від швидкості та еквівалентність маси та енергії.
- 1905 — Ейнштейн пояснює фотоелектричний ефект, розширивши ідею Планка про кванти світла, або фотони, поглинання та випромінювання фотоелектронів. Пізніше Ейнштейн отримає Нобелівську премію з фізики за це відкриття, яке започаткувало квантову революцію у фізиці.
- 1911 — Гейке Камерлінг Оннес відкрив надпровідність, він вивчав питомий опір твердої ртуті при кріогенних температурах, використовуючи нещодавно виявлений рідкий гелій як холодоагент. При температурі 4,2 К він помітив, що опір раптово зник. За це відкриття він був удостоєний Нобелівської премії з фізики в 1913 році.
- 1919 — Альберт А. Майкельсон робить перші інтерферометричні вимірювання діаметрів зірок в обсерваторії Маунт-Вільсон (див. Історію астрономічної інтерферометрії)
- 1924 — Луї де Бройль постулює хвильову природу електронів і припускає, що всі речовини мають хвильові властивості.
- 1946 — Мартін Райл і Вонберг побудували перший двоелементний астрономічний радіоінтерферометр (див. Історію астрономічної інтерферометрії)
- 1953 — Чарльз Х. Таунс, Джеймс П. Гордон та Герберт Дж. Зейгер випускають перший мазер
- 1956 — Р. Хенбері-Браун і Р. К. Твісс завершують кореляційний інтерферометр
- 1960 — Теодор Майман створив перший працюючий лазер
- 1966 — Єфименко вводить залежніть від часу (запізнення) узагальнення закону Кулона і закону Біо — Савара
- 1999  — М. Хенні та інші демонструють ферміонічний експеримент Хенбері Брауна та Твісса